# Kankas

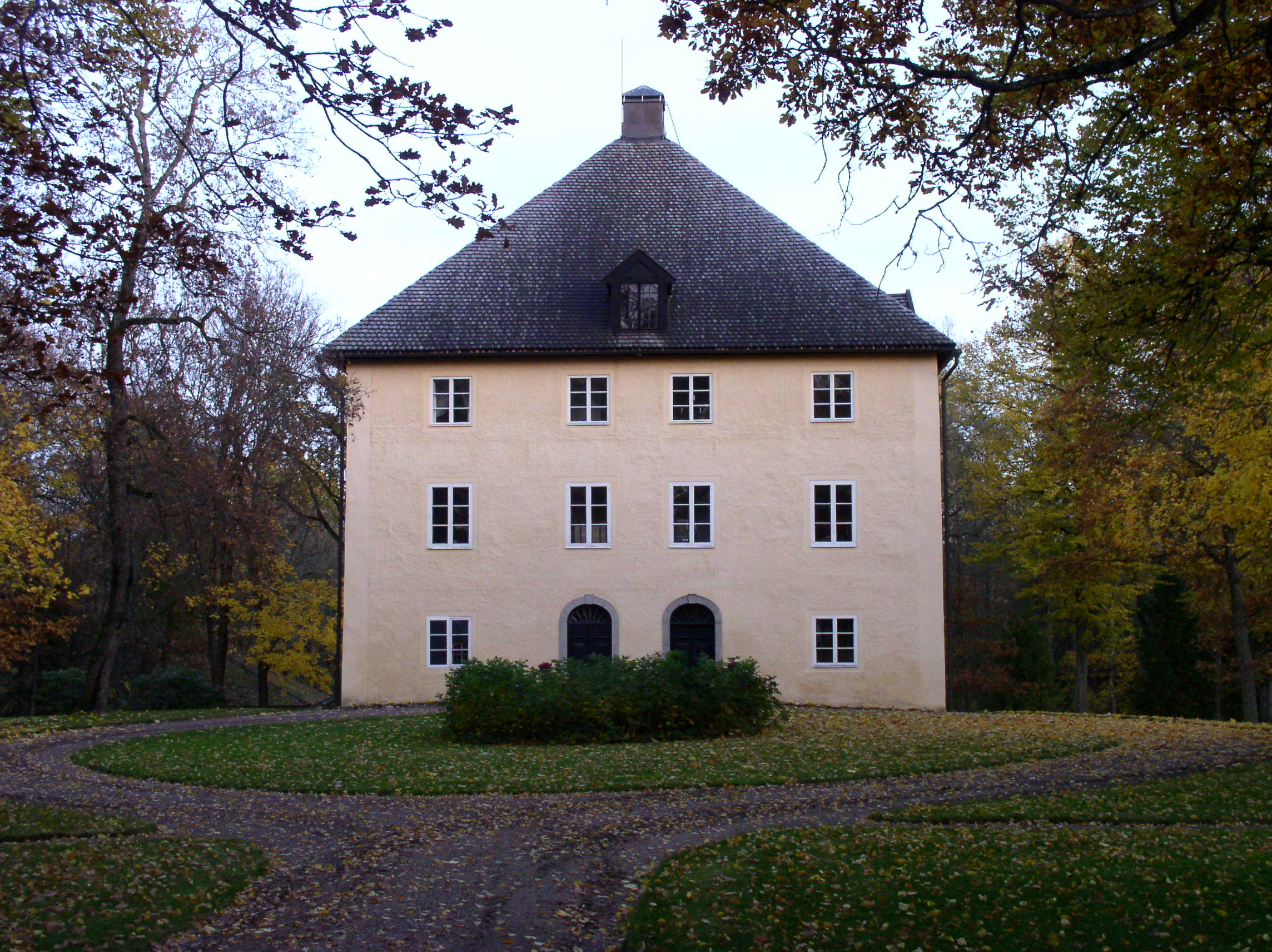
Kankas gård

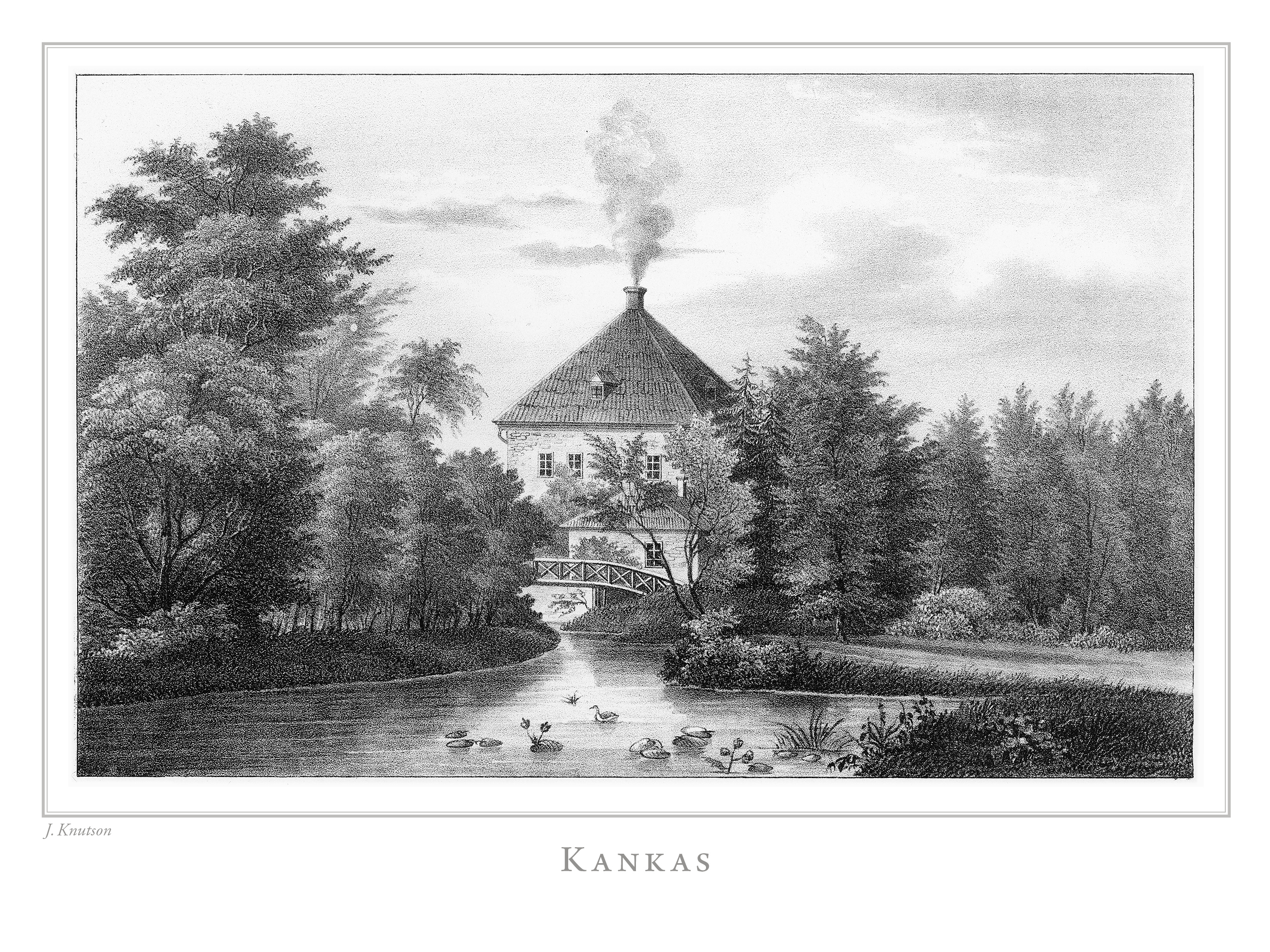
Litografi av Kankas i Finland framstäldt i teckningar utgiven 1845-1852.

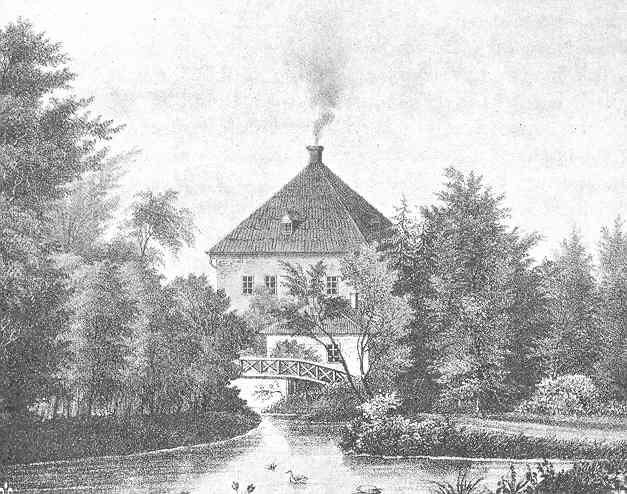
Kankas gård (ur Finland i ord och bild, tryckt i Stockholm 1901)

Kankas (finska: Kankainen) är en by och egendom i Masko kommun Egentliga Finland. 
Kankas är ett åldrigt herresäte i Masko socken i sydvästra Finland och tillhörde från mitten av 1500-talet den yngre grenen av ätten Horn af Kanckas. Henrik Klasson Horn, dennes son Karl och sonsönerna Henrik, Klas, Evert och Gustaf tillbragte där en större eller mindre del av sitt liv. År 1729, efter maken Jürgen Johan von Lodes död 1728, köpte Beata Sofia von Bock a.d.H Suddenbach Kankas gård i Masku, där hon också avled år 1739. Mot slutet av 1700-talet ägdes Kankas av hovrättsrådet Nils Fredensköld och av dennes son överstelöjtnanten Nils Fredensköld. 1884 innehades det såsom fideikommiss av före detta underlöjtnanten F. A. V. Aminoff. Ägovidden var på 1800-talet inte synnerligen betydande.
Slottets konstruktion med en kvadratisk grundplan är sällsynt i Finland, men förekommer på flera håll i Sverige. 

## Kankas ägarlängd
- Ca 1410 Genom köp Klas Lydekesson Djäkn och hustru Kristina Jönsdotter (Garp)
- Efter 1435, före 1450 Dottern N.N. Klasdotter (Djäkn) och Henrik Olofsson (Horn)
- Efter ca 1450 Dottern Alissa Henriksdotter (Horn) och Magnus Nilsson
- Efter 1488 Brodern Klas Henriksson (Horn) och hustru Kristina Christiernsdotter Frille
- Ca 1544 Sonen Henrik Klasson (Horn) och hustrun Elin Arvidsdotter (Stålarm)
- Ca 1586 Sonen Carl Henriksson Horn af Kanckas och hustrun Agneta von Dellwig
- 1611 Sonen Evert Horn af Kanckas och hustrun Margareta Fincke
- 1647 Sonen Gustaf Horn af Kanckas och hustrun Barbro Kurck
- 1666 Sonen Evert Horn af Kanckas och hustrun Märta Oxenstierna
- 1694 Genom inlösen av skuld Johan Ribbing och hustrun Christina Maria Mörner af Tuna
- 1700 Dottern Beata Christina Ribbing och Reinhold Brunow
- 1715 Dottern Märta Catharina Brunow och Gustaf Fredrik Güntherfelt samt hennes syster Anna Sofia Brunow och Casper Herman Krebs
- 1729 Genom köp Beata Sophia Bock a.d. H Suddenbach
- 1739 Dottern Beata Charlotta Lode (1717–1761) och Gustav Reinhold Rehbinder
- 1752 Genom köp Gustaf Johan Wilhelms
- 1756 Genom köp Nils Hasselbom och hustrun Helena Lagerflycht
- 1764 Sonen Nils Hasselbom, adlad Fredensköld och hustrun Catharina Margareta Cedermarck
- 1792 Sonen Nils Fredensköld och hustrun Anna Edbom
- 1831 Sonen Anders Wilhelm Fredensköld
- 1836 Systern Margareta Sofia Fredensköld och Carl Sabel Florus Toll
- 1846 Genom köp Vilhelm Berndt Aminoff och Maria Ulrika Collén
- 1857 Sonsonen Fredrik August Vilhelm Aminoff och hustrun Emilia Matilda Constance Spåre
- 1892 Sonen Carl Fredrik Aminoff och hustrun Ester Irene Grunér
- 1918 Genom testamente Claës Aminoff och hustrun Ebba Tollet
- 1982 Sonen Claës Fredrik Ivan Filip Gregori Aminoff
- 1992 Genom köp Stiftelsen för Åbo Akademi[2]
- 2018 Genom köp Tractatus Properties Oy[2]